# 克努特·乌尔班
克努特·乌尔班（德語：Knut Urban，1941年6月25日—），生于斯图加特，德国物理学家。自1987年起任于利希研究中心微结构研究所主任。2011年获沃尔夫物理学奖。

## 学术研究
乌尔班的主要研究领域集中在像差校正透射电子显微镜（包括有关工具和控制软件的进一步发展），氧化物和复杂的金属合金的物理性能中的结构缺陷的检查。他还研究了高温超导体的约瑟夫森效应、应用这些效应影响超導量子干涉儀系统和磁强计，以及用希尔伯特变换光谱仪研究千兆赫和太赫兹规模的固体，液体和气体激发。